# Punta del Este
Punta del Este és la principal ciutat balneària de l'Uruguai, ubicada al departament de Maldonado, 135 quilòmetres a l'est de Montevideo, la capital del país.
Durant els últims anys s'ha convertit en un dels centres turístics més importants d'Amèrica del Sud, sobretot per a turistes de l'Argentina, encara que també atreu turistes de diverses nacions llatinoamericanes (en particular, Brasil, Paraguai i Xile), Europa i Amèrica del Nord.
És a l'extrem sud-est del país, en una petita península que li dona nom i que pren com a límit convencional sobre la costa uruguaiana entre l'oceà Atlàntic i el Riu de la Plata. Les platges es divideixen en Mansa (del costat del riu) i Brava (del costat de l'oceà). La primera platja, banyada pel Riu de la Plata, és protegida dels vents i corrents procedents de l'oceà Atlàntic el que explica el nom mansa, castellà per a suau, mentre que la platja Brava, en ser ja oceànica, té un onatge bastant més impetuós.
Punta del Este es va pràcticament aglomerar a la ciutat de Maldonado i cap a l'est s'estén àmpliament, incloent-hi La Barra i José Ignacio.
La ciutat té molts hotels i restaurants, un aeroport internacional i un port de iots que pot acollir cinc-cents embarcacions. Uns 8 quilòmetres al sud-est de Punta del Este hi ha l'Isla de Lobos, la reserva natural d'elefants marins més gran de l'hemisferi occidental.
La «fundació moderna» de la ciutat data de 1907, encara que Punta del Este va ser fundada cap a l'any 1829 per Francisco Aguilar quan era només un petit caseriu. Poc temps després, la gent adinerada de Buenos Aires i Córdoba va començar a utilitzar la ciutat com a balneari d'estiueig proper i exclusiu després que la ciutat de Mar del Plata, massa popular en aquella època havia passat de moda, i fins i tot la petita ciutat riberenca de Piriápolis.

## Història
Els primers europeus que van arribar al territori que avui és Punta del Este van ser els espanyols al començament del segle xvi. No obstant això, la regió de Maldonado es va colonitzar durant els darrers anys del segle xviii, com a resultat dels avanços dels portuguesos. Punta del Este i les regions properes (Maldonado i Punta Ballena, per exemple) eren només dunes de sorra a final del segle xix, però el 1896 Antonio Lussich va comprar 1.800 hectàrees de terra despoblada i va començar un jardí botànic, on va plantar arbres i plantes d'arreu del món. Punta del Este va rebre l'estatut ciutat el 2 de juliol de 1957 pel decret llei.
Punta del Este va ser la seu d'una cimera americana el 1967, a la qual va assistir el president dels Estats Units Lyndon Johnson. El setembre de 1986, va tornar a ser la seu d'un conveni internacional d'economia que va rebre el nom de «Ronda Uruguai» (Uruguay Round). Les negociacions d'aquesta reunió van ser claus per a la creació de l'Organització Mundial del Comerç el 1994.

## Clima
Punta del Este té un clima oceànic moderat (Cfb segons la classificació climàtica de Köppen), amb estius saus i hiverns frescos. L'índex de precipitacions és equitatiu durant tot l'any, amb una mitjana de 1.010 mm. El mes amb temperatures més elevades, gener, té una temperatura mitjana de 21,7 °C, mentre que el mes més fred, juliol, presenta una mitjana d'11,5 °C. Finalment, la temperatura mitjana anual és de 16,6 °C.
| Temperatures i precipitacions mitjanes de Punta del Este | Temperatures i precipitacions mitjanes de Punta del Este | Temperatures i precipitacions mitjanes de Punta del Este | Temperatures i precipitacions mitjanes de Punta del Este | Temperatures i precipitacions mitjanes de Punta del Este | Temperatures i precipitacions mitjanes de Punta del Este | Temperatures i precipitacions mitjanes de Punta del Este | Temperatures i precipitacions mitjanes de Punta del Este | Temperatures i precipitacions mitjanes de Punta del Este | Temperatures i precipitacions mitjanes de Punta del Este | Temperatures i precipitacions mitjanes de Punta del Este | Temperatures i precipitacions mitjanes de Punta del Este | Temperatures i precipitacions mitjanes de Punta del Este | Temperatures i precipitacions mitjanes de Punta del Este |
| Mes                                                      | Gen                                                      | Feb                                                      | Mar                                                      | Abr                                                      | Mai                                                      | Jun                                                      | Jul                                                      | Ago                                                      | Set                                                      | Oct                                                      | Nov                                                      | Des                                                      |                                                          |
| -------------------------------------------------------- | -------------------------------------------------------- | -------------------------------------------------------- | -------------------------------------------------------- | -------------------------------------------------------- | -------------------------------------------------------- | -------------------------------------------------------- | -------------------------------------------------------- | -------------------------------------------------------- | -------------------------------------------------------- | -------------------------------------------------------- | -------------------------------------------------------- | -------------------------------------------------------- | -------------------------------------------------------- |
| Mitjana més altes °C (°F)                                | 25 (77)                                                  | 25 (77)                                                  | 24 (75)                                                  | 21 (70)                                                  | 18 (64)                                                  | 15 (59)                                                  | 14 (57)                                                  | 15 (59)                                                  | 16 (61)                                                  | 18 (64)                                                  | 21 (70)                                                  | 24 (75)                                                  |                                                          |
| Mitjana més baixes °C (°F)                               | 18 (64)                                                  | 18 (64)                                                  | 18 (64)                                                  | 15 (59)                                                  | 12 (54)                                                  | 10 (50)                                                  | 9 (48)                                                   | 9 (48)                                                   | 10 (50)                                                  | 11 (52)                                                  | 14 (57)                                                  | 16 (61)                                                  |                                                          |
| Precipitació mm (inches)                                 | 75.0 (2.95)                                              | 85.0 (3.35)                                              | 79.0 (3.11)                                              | 84.0 (3.31)                                              | 91.0 (3.58)                                              | 80.0 (3.15)                                              | 90.0 (3.54)                                              | 94.0 (3.7)                                               | 93.0 (3.66)                                              | 85.0 (3.35)                                              | 87.0 (3.43)                                              | 67.0 (2.64)                                              |                                                          |
| Font: Organització Metereològica Mundial (WMO) 2008      |                                                          |                                                          |                                                          |                                                          |                                                          |                                                          |                                                          |                                                          |                                                          |                                                          |                                                          |                                                          |                                                          |

## Demografia

### Població
Segons les dades del cens de 2004, Punta del Este tenia una població aproximada de 7.298 habitants. Durant el cens de l'any 2004, la ciutat tenia 2.943 habitatges. La mitjana de persones per habitatge era de 2,4. Per cada 100 dones, hi havia 91,6 homes.
| Any  | Població |
| ---- | -------- |
| 1963 | 4.503    |
| 1975 | 7.197    |
| 1985 | 6.731    |
| 1996 | 8.294    |
| 2004 | 7.298    |

Font: Institut Nacional d'Estadística de l'Uruguai

## Mitjans de transport

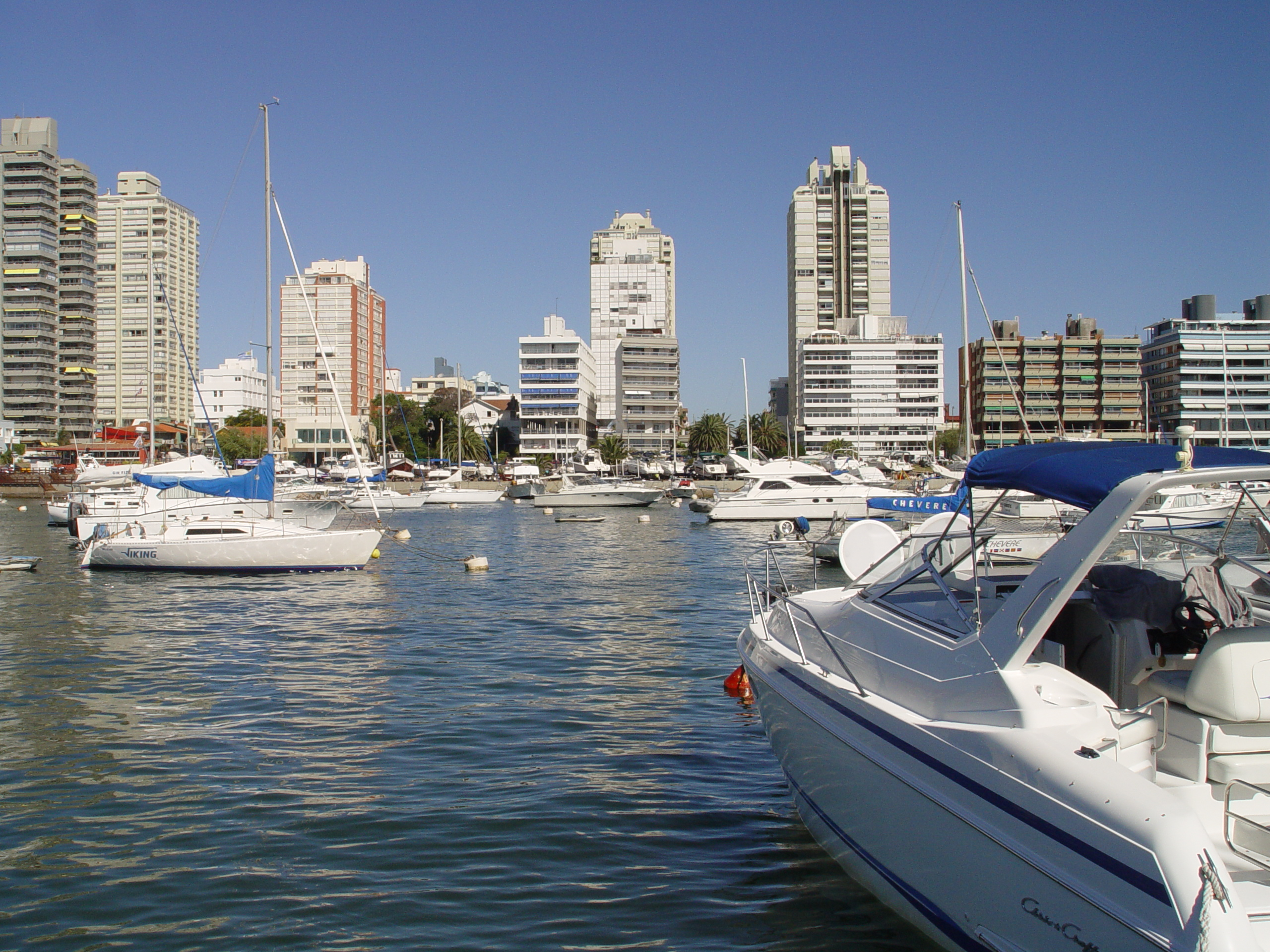
Port de Punta del Este.

Es pot accedir a Punta del Este per diferents mitjans de transport, sigui terrestre, aeri o per via marítima.
Hi ha connexions aèries directes amb l'Aeroport Internacional de Carrasco des d'algunes ciutats europees, així com des de les ciutats més importants d'Amèrica, d'allà per via terrestre, a Punta del Este. També es pot arribar per l'Aeroport Internacional de Laguna del Sauce, a 21 quilòmetres del balneari.
Hi ha connexions diàries per via marítima que uneixen Buenos Aires i Montevideo, des d'allà es pot agafar un autobús amb destinació a Punta del Este o continuar el viatge per carretera.
Els visitants que arriben per via terrestre, ho han de fer tant amb autocar o amb cotxe. Des de la Terminal Tres Cruces a Montevideo, així com des d'altres ciutats importants, com poden ser les de països limítrofs o les de l'interior de l'Uruguai, hi ha línies regulars directes i indirectes, sobretot durant la temporada alta de desembre a març.

## Turisme

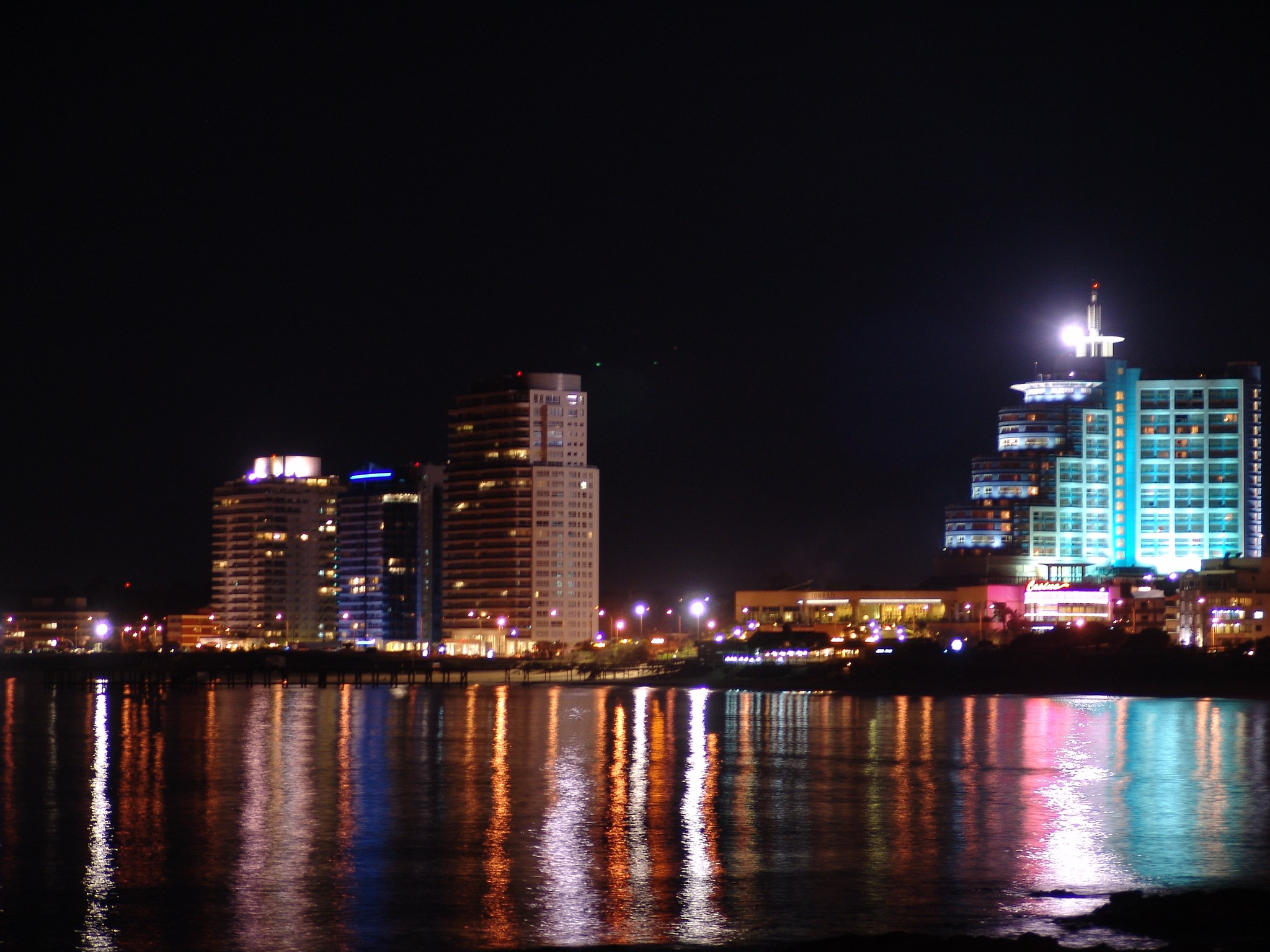
Nit a Punta del Este.

La ciutat de Punta del Este, sovint considerada la «Miami del Sud», la «Mònaco del Sud» o el «Diamant del Sud», és reconeguda, entre altres coses, per ser un dels més importants i exclusius balnearis d'Amèrica del Sud, així com el punt de trobada del jet set internacional. Balneària, natural i sofisticada, té una Rambla, sumptuoses cases, gratacels moderns, un port amb gran infraestructura i capacitat d'amarratge, locals comercials, restaurants, pubs, etc.
És la destinació de moltes personalitats internacionals del món de l'espectacle, del comerç, de la moda i altres àmbits.

### Passeigs i excursions
Un dels punts més forts de la ciutat és l'Avinguda Gorlero, el carrer principal. Entorn d'aquesta avinguda va néixer la vida turística i s'hi troben galeries comercials, restaurants, cinemes, casinos, i molts atractius més. El punt neuràlgic de l'avinguda Gorlero és la Plaça Artigas, on s'organitza la popular fira dels artesans; als nombrosos estands es pot mirar i adquirir artesanies en cuir, pedra, metalls, vidre i altres materials.

#### Casapueblo

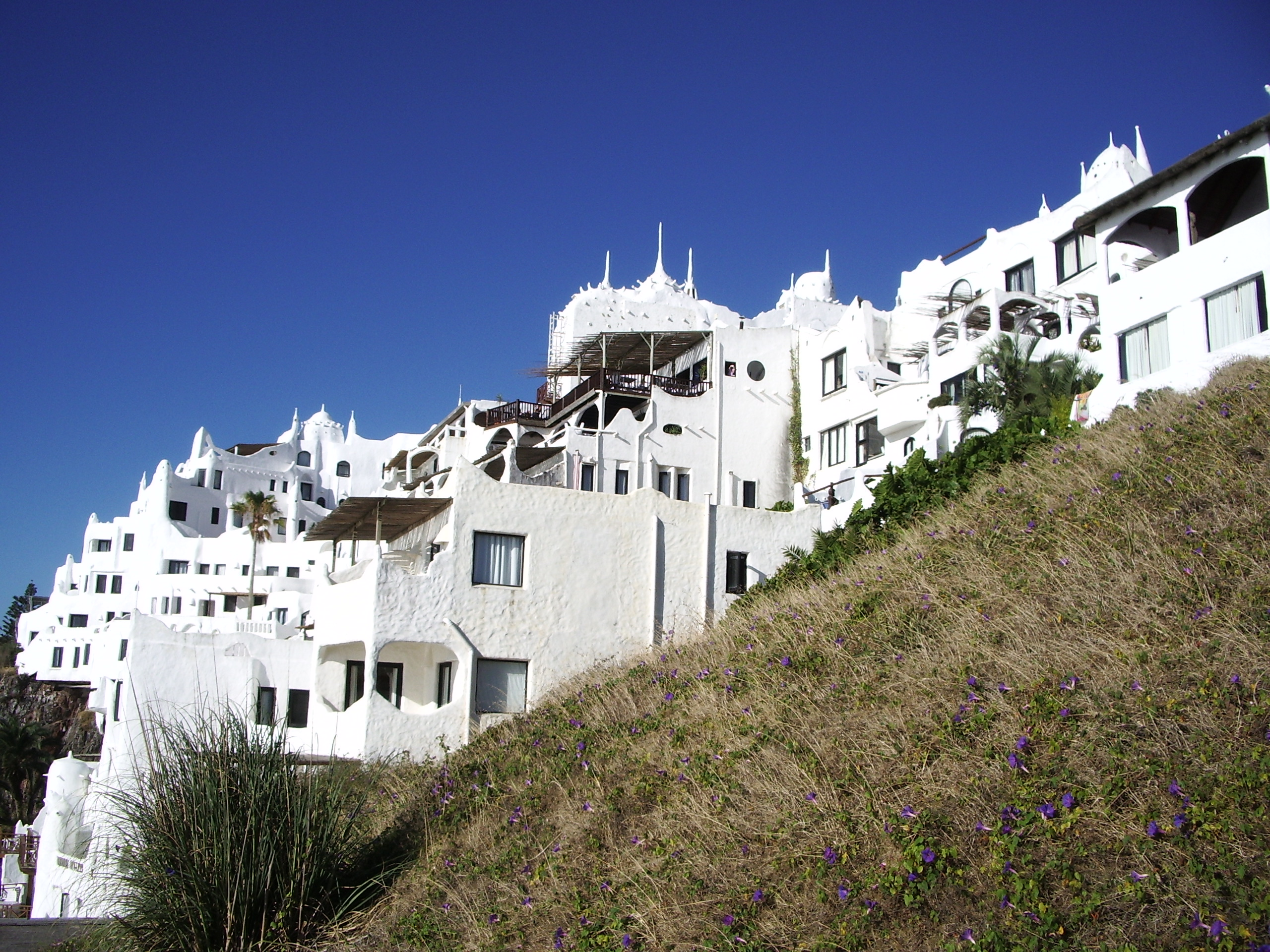
Casapueblo.

La construcció coneguda com a «Casapueblo», obra del pintor i escultor uruguaià Carlos Páez Vilaró, és un símbol de Punta del Este, amb una singular arquitectura emergint com un dels principals atractius de la península. Es va construir durant 36 anys. Es troba a la zona de Punta Ballena, a l'oest de Punta del Este, a pocs quilòmetres de la ciutat.
Es considera universalment una «escultura habitable». A l'interior compta amb diverses sales amb vista a la mar, on constantment es fan exposicions d'escultures, pintures i ceràmiques. El lloc també és famós per les postes de sol que s'hi poden admirar. També existeix un establiment per a hostalatge.

#### El far
Amb 45 metres d'alçària, va ser construït el 1860 per Tomás Libarena. Es fet amb materials europeus. Es va crear per a orientar els navegants del Riu de la Plata i l'oceà Atlàntic.

#### Les illes Gorriti i Lobos

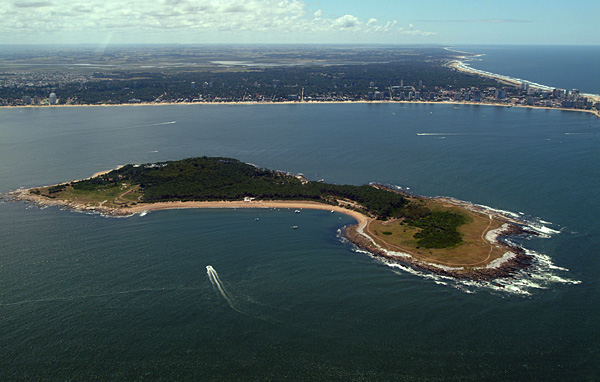
Isla Gorriti

És una illa de 21 hectàrees amb dues platges, Puerto Jardín i Playa Honda. L'illa alberga com un port natural a totes les embarcacions que hi fondegen i s'hi practiquen esports aquàtics. Una gran part de l'illa va ser aforestada amb milers de pins.
L'Isla de Lobos, de 41 hectàrees de superfície rocosa, acull la colònia més grossa d'elefants marins d'Amèrica del Sud, davant les platges oceàniques de Punta del Este, a 12 km de la costa. Va ser descoberta per Juan Díaz de Solís el 1516. Alguns tripulants que van desembarcar a la platja volien proveir el seu subministrament d'aigua dolça i caçar 66 elefants marins, els quals serien el seu únic aliment durant el viatge de tornada, portant a més les pells per ser venudes al mercat de Sevilla.

#### La Barra de Maldonado
Durant els anys 1940 La Barra era un poble de pescadors, quan els pobladors de la ciutat propera de San Carlos van començar a construir-hi residències d'estiueig. Més coneguda com el «Pont Ondulat», obra realitzada pel dissenyador Leonel Viera el 1965, a la desembocadura del rierol de Maldonado. El rierol és ideal per a la pràctica d'esports nàutics i pesca esportiva. Hi ha més paratges, com el balneari El Tesoro, la platja Montoya, platja Bikini i platja Manantiales, entre d'altres. Avui en dia aquesta zona s'ha convertit en un important centre turístic.

#### El Museu de la Mar
Aquest museu és part de la col·lecció privada d'un col·leccionista que el 1961 va començar a recollir peces marines de tot el món. L'obra va començar el 1993, i el museu va obrir al públic el 15 de gener de 1996. D'aleshores ençà, la superfície del Museu de la Mar ha triplicat.
És a La Barra de Maldonado. S'hi pot visitar una col·lecció de més de deu mil exemplars de fauna marina del lloc i del món, diferents espècies de cargols marins, coralls, eriçons, cavalls de mar, estrelles de mar, crancs, closques de tortuga, crustacis, mandíbules de tauró, esquelets de balenes i molt més.

### Platges de Punta del Este

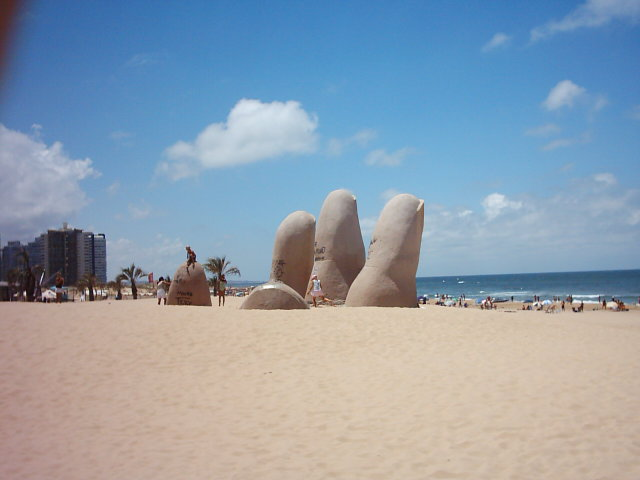
"Els Dits", a la platja Brava.

El balneari és un sector de contenció per a l'ímpetu de l'onatge oceànic, el qual dona lloc a dues costes molt diferents: Brava i Mansa. Això marca el que és el final del Riu de la Plata i el començament de l'oceà Atlàntic. Totes les platges de la península són públiques i les aigües hi són cristal·lines, aptes per al bany i la pràctica d'esports. N'hi ha d'aigües tranquil·les i altres amb ones grosses, de sorres blanques i fines, o de daurades sorres gruixudes. En la gran majoria d'aquests paratges hi ha guinguetes i petits restaurants.
Algunes de les platges principals de la península són: 
- La platja Brava, la qual és de les platges més conegudes i freqüentades de Punta del Este. Es troba molt a prop de la península. Es caracteritza per l'escultura de La Mano que emergeix de la sorra, construïda el 1982 per l'artista xilè Mario Irrazábal. És una platja de sorres gruixudes i mar perillosa. Les ones són prou grosses per a pràcticar el surf. S'hi poden trobar paradors que ofereixen serveis de gastronomia i lloguer de para-sols.

- La platja de Los Ingleses és una petita platja al costat del port de Punta del Este. És de sorres fines i roques, és catalogada com a perillosa per a banyistes. Donada la seva ubicació propera a la península, és una platja amb molta exposada al vent.

- La platja de Manantiales es caracteritza per la una gran quantitat de sorra, aigües profundes i onatge. És molt freqüentada pel jet set. S'hi practiquen esports nàutics, voleibol, gimnàstica aeròbica i surf.

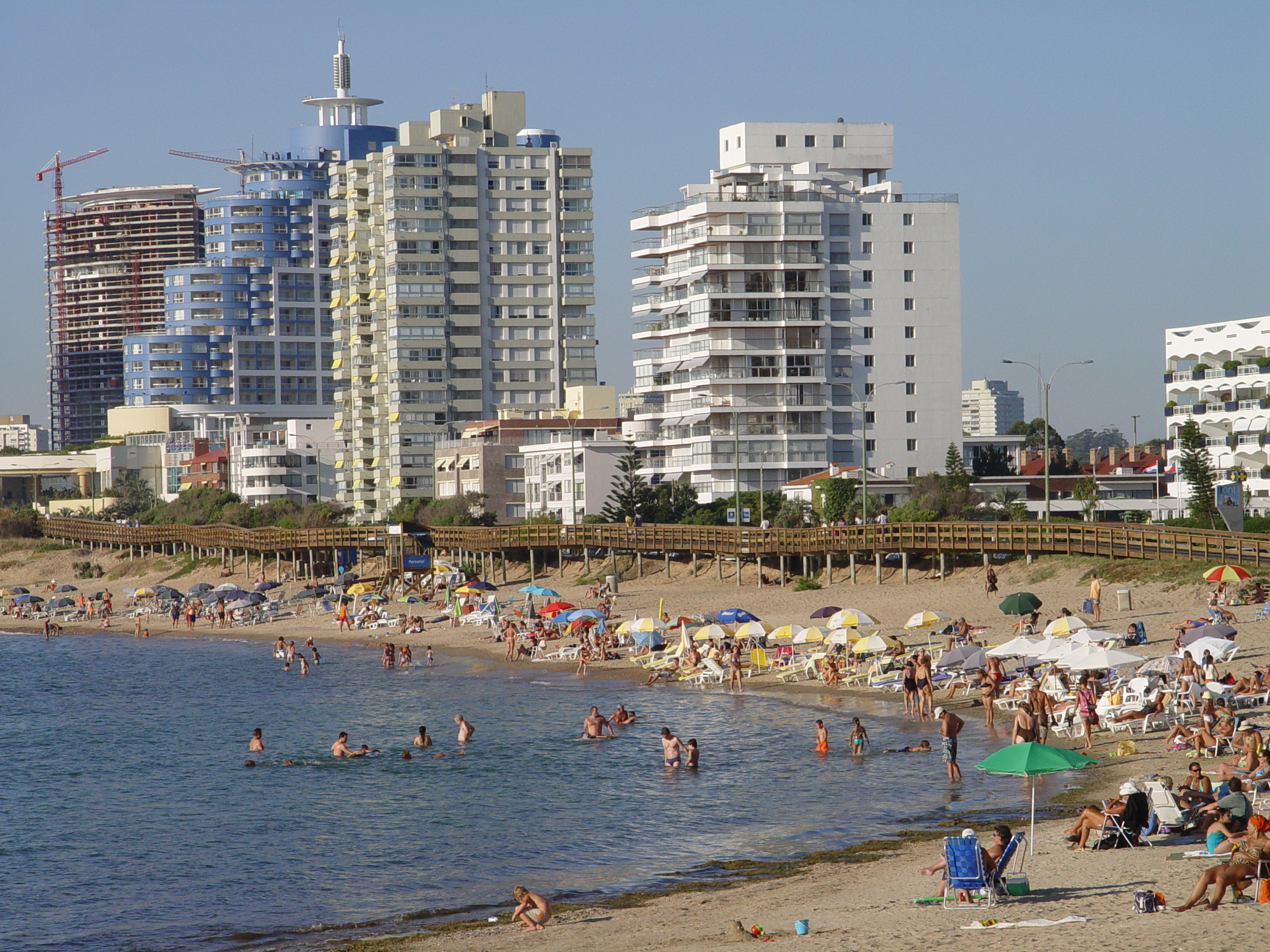
Platja Mansa, sobre el Riu de la Plata.

- La platja Mansa s'estén des d'El Chileno fins al port de Punta del Este. És una gran badia d'aigües tranquil·les i sorres gruixudes. La profunditat varia; és realment profunda a El Chileno i cada cop més plana a mesura que s'acosta al port de Punta del Este. És una platja per practicar la pesca de xanguets tant a "flor" com a l'enlluernada.

Finalment, a la desembocadura del rierol Potrero, per on desguassa la Laguna del Sauce, hi ha la platja nudista de Chihuahua.

## Agermanament
Punta del Este té un pacte d'agermanament amb:
- Mar del Plata,  Argentina
- Marbella,  Espanya

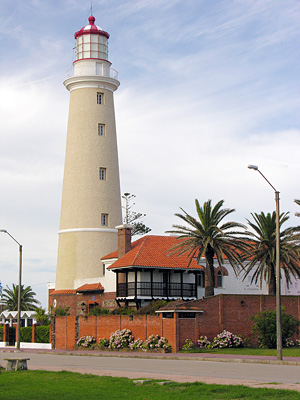
Far de Punta del Este
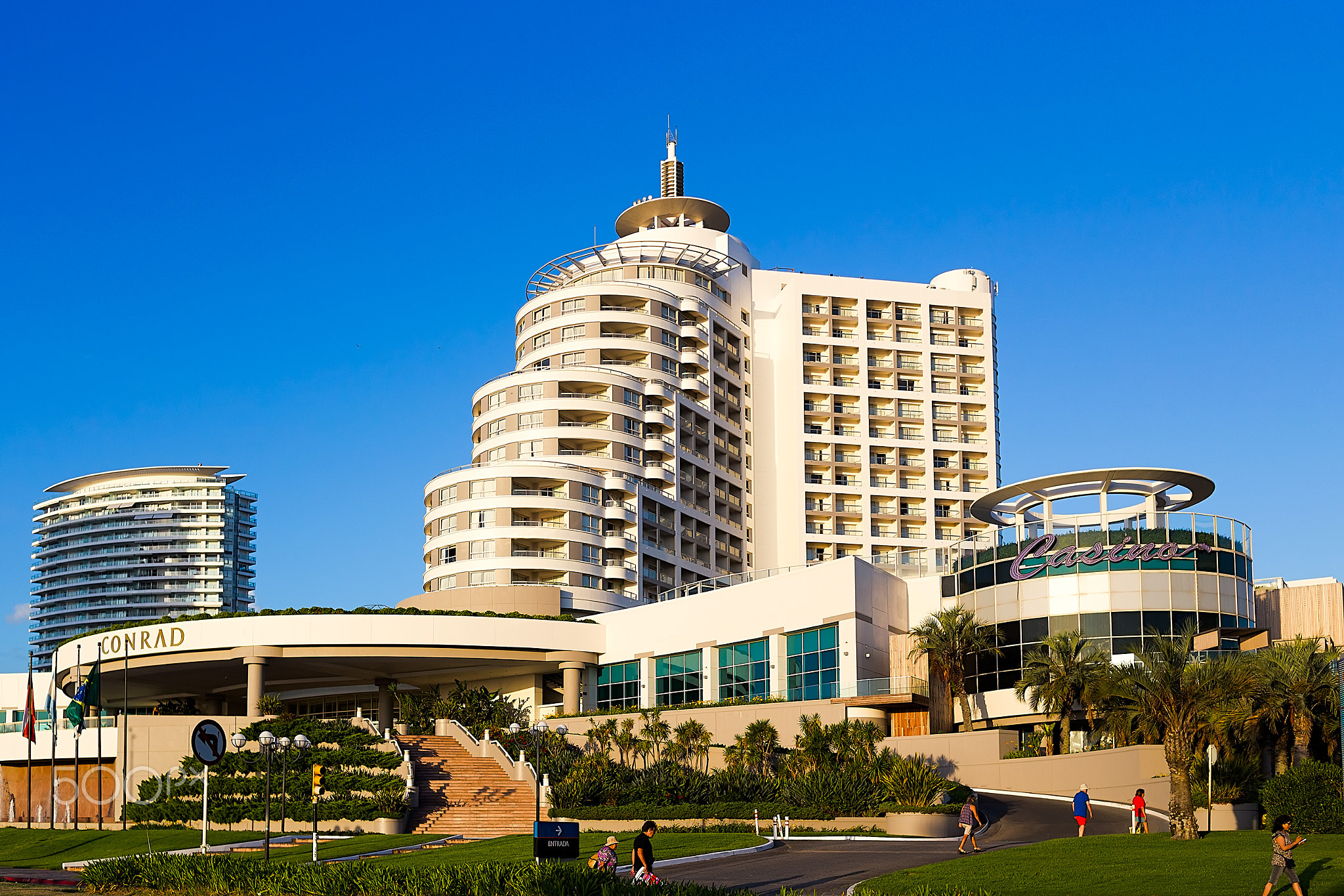
Hotel "Conrad"
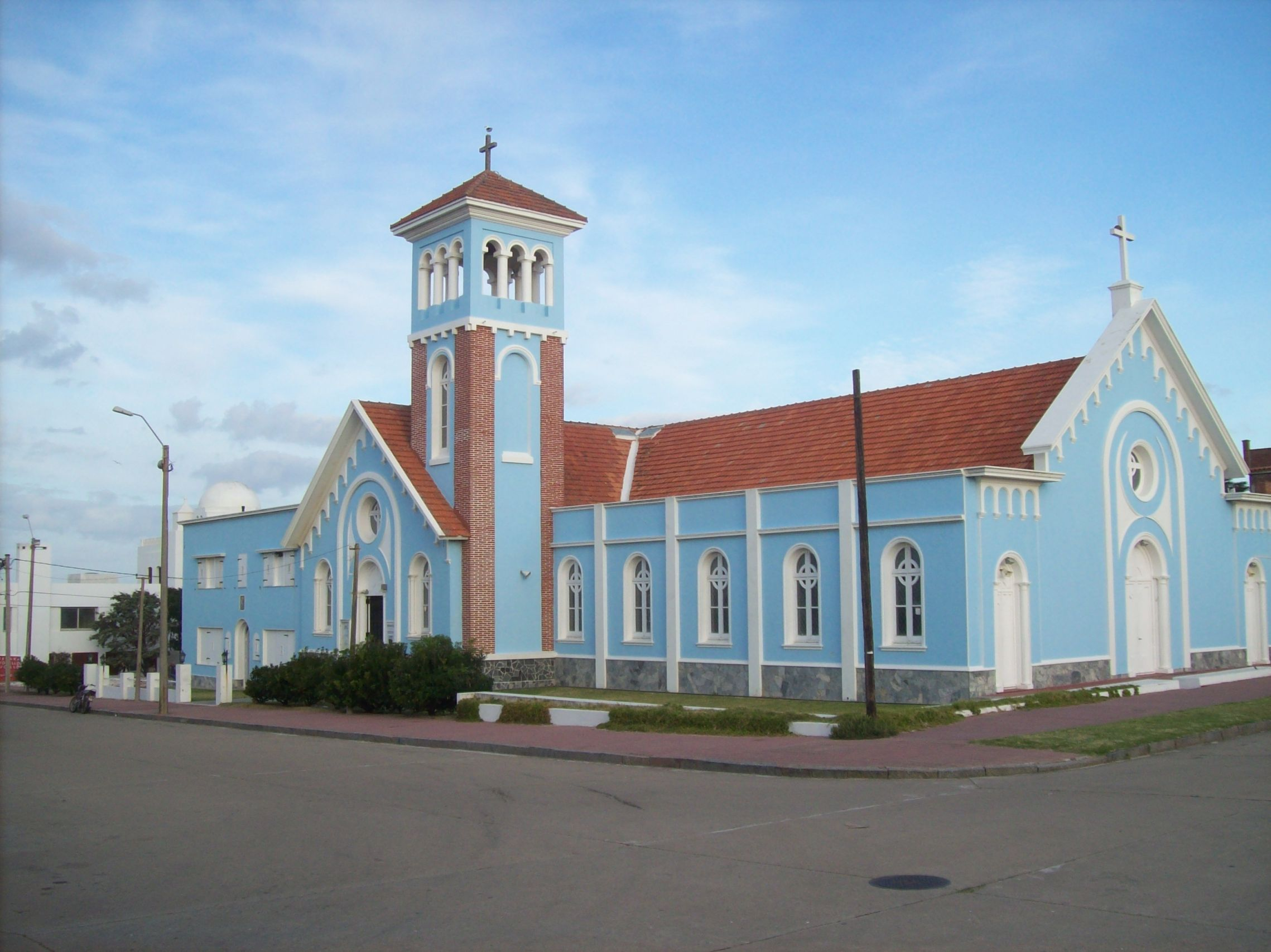
Església de la Candelària